# Vittorio Emanuele (Roms tunnelbana)
Vittorio Emanuele är en station på Roms tunnelbanas Linea A. Stationen är uppkallad efter Piazza Vittorio Emanuele II, vilken i sin tur är uppkallad efter Viktor Emanuel II, som var Italiens kung från 1861 till 1878. Stationen är belägen på Esquilinen i Rione Esquilino i centrala Rom och togs i bruk 1980.
Stationen Vittorio Emanuele har:
- Biljettautomater

## Kollektivtrafik
- Spårvagnshållplatser – P.zza Vittorio Emanuele, Roms spårväg, linje 5 och 14
- Busshållplats för ATAC

## Omgivningar
- Santa Maria Maggiore
- Santa Bibiana
- Sant'Eusebio
- Santa Maria Addolorata all'Esquilino
- Santa Maria della Concezione delle Viperesche
- Santa Prassede
- Santi Vito e Modesto
- Maecenas auditorium
- Teatro Ambra Jovinelli
- Minerva Medicas tempel
- Porta Maggiore
- Basilikan vid Porta Maggiore
- Eurysaces gravmonument
- Museo Nazionale d'Arte Orientale
- Acquario Romano
- Macellum Liviae
- Via Merulana